# IC 2015
IC 2015 је спирална галаксија у сазвјежђу Часовник која се налази на листи објеката дубоког неба у Индекс каталогу.
Деклинација објекта је - 40° 23' 21" а ректасцензија 3h 58m 11,4s. Привидна величина (магнитуда) објекта IC 2015 износи 14,9 а фотографска магнитуда 15,6. IC 2015 је још познат и под ознакама ESO 302-22, PGC 14184.